# Гудырев, Афанасий Николаевич
Афанасий Николаевич Гудырев (31 января 1901 — 30 мая 1966) — советский государственный деятель. Председатель Окрисполкома Ненецкого национального округа (1943—1948), депутат Верховного Совета СССР II, III, IV созывов (1946—1958). Первый секретарь Ненецкого окружкома ВКП(б))), с 1952 КПСС (1948 — 1955).

## Биография
Родился 31 января 1901 году в селе Важкурья Усть-Сысольского уезда Вологодской губернии. 
По национальности коми. 
С 1919 по 1923 год служил в Красной армии, принимал участие в Гражданской войне, воевал на Кавказском фронте. 
С 1928 года — член ВКП(б). 
В 1930 году окончил Архангельский комвуз. 
С 1934 по 1938 — инструктор Ненецкого ОК ВКП(б).
С 1938 по 1943 годы — секретарь Ненецкого ОК ВКП(б) по кадрам.
С 1943 по 1947 годы — председатель Ненецкого ОИКа.
С 1948 по 1955 годы — первый секретарь Ненецкого ОК КПСС. 
С 1946 по 1958 годы — депутат Верховного Совета СССР 2, 3, 4-го созывов. 
С 1956 года — уполномоченный Министерства заготовок по Ненецкому округу. 
В 1952 году — делегат XIX съезда КПСС. 
Награждён орденом Отечественной войны II степени, медалями «За оборону Советского Заполярья», «За доблестный труд в Великой Отечественной войне 1941—1945 годах». 
Умер 30 мая 1966 года в Нарьян-Маре.